# إيتا فيدرن
إيتا فيدرن- كولهاس (28 أبريل 1883- 9 مايو 1951) أو ماريتا فيدرن، نشرت أيضًا باسم إيتا فيدرن- كيرمسي وإسبيرانزا، هي كاتبة ومترجمة ومعلمة وأديبة مهمة في ألمانيا ما قبل الحرب. نَشُطت في الحركة النقابية اللاسلطوية في كل من ألمانيا وإسبانيا في عشرينيات وثلاثينيات القرن العشرين.

## النشأة والتعليم
ولدت إيتا في فيينا في النمسا لعائلة يهودية بارزة. كانت والدتها، إرنستين فيدرن، عضوًا في حركة حق المرأة في التصويت في النمسا. أما والدها، سالمون فيدرن، فكان طبيبًا بارزًا ورائدًا في مجال مراقبة ضغط الدم. كان جدها لأبيها، بونزل فيدرن حاخامًا معروفًا من براغ.
كانت شقيقتها إلسي باحثة اجتماعية في فيينا وناشطة في حركة الاستيطان. سميت حديقة في فيينا باسمها في عام 2013.
عمل شقيقها بول فيدرن محللًا نفسيًا، وكان مع زميله ألفريد أدلر من أتباع سيغموند فرويد. شغل بول منصب نائب رئيس جمعية التحليل النفسي في فيينا بوصفه خبيرًا في علم النفس الذاتي وعلاج الذهان.
أما شقيقها فالتر فكان صحفيًا اقتصاديًا بارزًا في النمسا قبل وصول هتلر إلى السلطة. فرَّ شقيق آخر لها يدعى كارل إلى المملكة المتحدة. كان محاميًا ومؤلفًا لعدد من الكتب حول موضوعات أدبية وسياسية مناهضة للماركسية.
درست إيتا تاريخ الأدب وفقه اللغة الألمانية واليونانية القديمة في كل من فيينا وبرلين.

## حياتها المهنية
انتقلت فيدرن إلى برلين في عام 1905، حيث أصبحت ناقدة أدبية ومترجمة وروائية وكاتبة سير. عملت في مجالات عدة، فنشرت المقالات والسير والدراسات الأدبية والشعر. نشرت 23 كتابًا في ألمانيا، من ضمنهم ترجمات من اللغات الدنماركية والروسية والبنغالية واليونانية القديمة واليديشية والإنجليزية. نشرت كذلك كتابين في أثناء إقامتها في إسبانيا. كتبت أيضًا رواية شبابية بعنوان «عام الشمس»، بالإضافة إلى راوية للكبار لم تُنشر.
بوصفها صحفية، عملت إيتا ناقدة أدبية لصالح صحيفة برلينير اليومية، وهي صحيفة ليبرالية مؤثرة. كتبت إيتا سيرة حياة الشاعر الإيطالي دانتي أليغييري وسيرة حياة كريستيان فولبيوس (زوجة يوهان فون غوته). نشرت في عام 1927 سيرة حياة والثير راثيناو، وزير الخارجية اليهودي الليبرالي في ألمانيا، الذي اغتيل في عام 1922 على يد إرهابيين يمينيين معاديين للسامية. راجع غابريل ريوتير هذه السيرة التي كتبتها فيدرن، في صحيفة نيويورك تايمز، ووصف سردها بأنه «جليّ ودقيق بشكل مثير للدهشة» وقال بأنه «يعطي فكرة واضحة عن حياة راثيانو بأسلوبٍ جميل». أصبحت إيتا فيدرن بعد نشر الكتاب هدفًا مهددًا بالقتل من قبل النازية.
انتسبت فيدرن خلال عشرينيات القرن العشرين، إلى جماعة اللاسلطوية التي ضمّت رودولف روكر ومولي ستيمير وسينيا فليشين وإيما غولدمان، وميلي ويتكوب روكر التي أصبحت صديقة مقربة لإيتا. ساهمت فيدرن في العديد من الصحف والمجلات اللاسلطوية المرتبطة باتحاد العمال الأحرار في ألمانيا.
حظي كتابها «فاوست غوته» في عام 1927، بمراجعة إيجابية في صحيفة نيويورك تايمز، وهذه المرة أيضًا من قبل نفس الناقد غابرييل ريوتير، الذي صرح بأن «هذا الكتاب الصغير البسيط والمكتوب بموضوعية، يُوصى به بشكل خاص للأجانب والشباب»، مبددًا الغموض الذي يكتنف فاوست، من خلال النظر إلى الكتاب على أنه «سيرة ذاتية روحية وفكرية» ليوهان غوته.
التقت إيتا في برلين العديد من الشعراء اليهود المولودين في بولندا، الذين كتبوا شعرًا باللغة اليديشية، وترجمت أعمالهم. نُشرت ترجمتها للمجموعة الشعرية اليديشية، فيشير دورف (قرية الصيد) لأبراهام ناحوم ستينسل في عام 1931. كتب توماس مان مراجعة إيجابية عن هذه المجموعة، وأبدى إعجابه «بالمشاعر الشعرية العاطفية» لستينسل. (أُتلف هذا العمل لاحقًا ضمن محرقة الكتب التي نفذها النازيون».